# Lee Meng-yuan
Lee Meng-yuan (n. 25 august 1994, 桃園市⁠(d), Taiwan) este un trăgător de tir ce a reprezentat Taipeiul Chinez, medaliat olimpic. A participat la o ediție a Jocurilor Olimpice (2024) în care a câștigat o medalie de bronz.

## Participări
Lista de mai jos prezintă principalele competiții la care a participat Lee Meng-yuan de-a lungul carierei.
- Tir la Jocurile Olimpice de vară din 2024 - Skeet (masculin)